# Roberto Jiménez
Roberto Carlos Jiménez (Piura, 17 de abril de 1983) é um futebolista profissional peruano que atua como Goleiro, Atualmente joga pelo Espanyol.

## Carreira
Roberto Jiménez fez parte do elenco da Seleção Peruana de Futebol da Copa América de 2007.